# Landl
Landl est une commune autrichienne du district de Liezen en Styrie.